# Åfors glasbruk

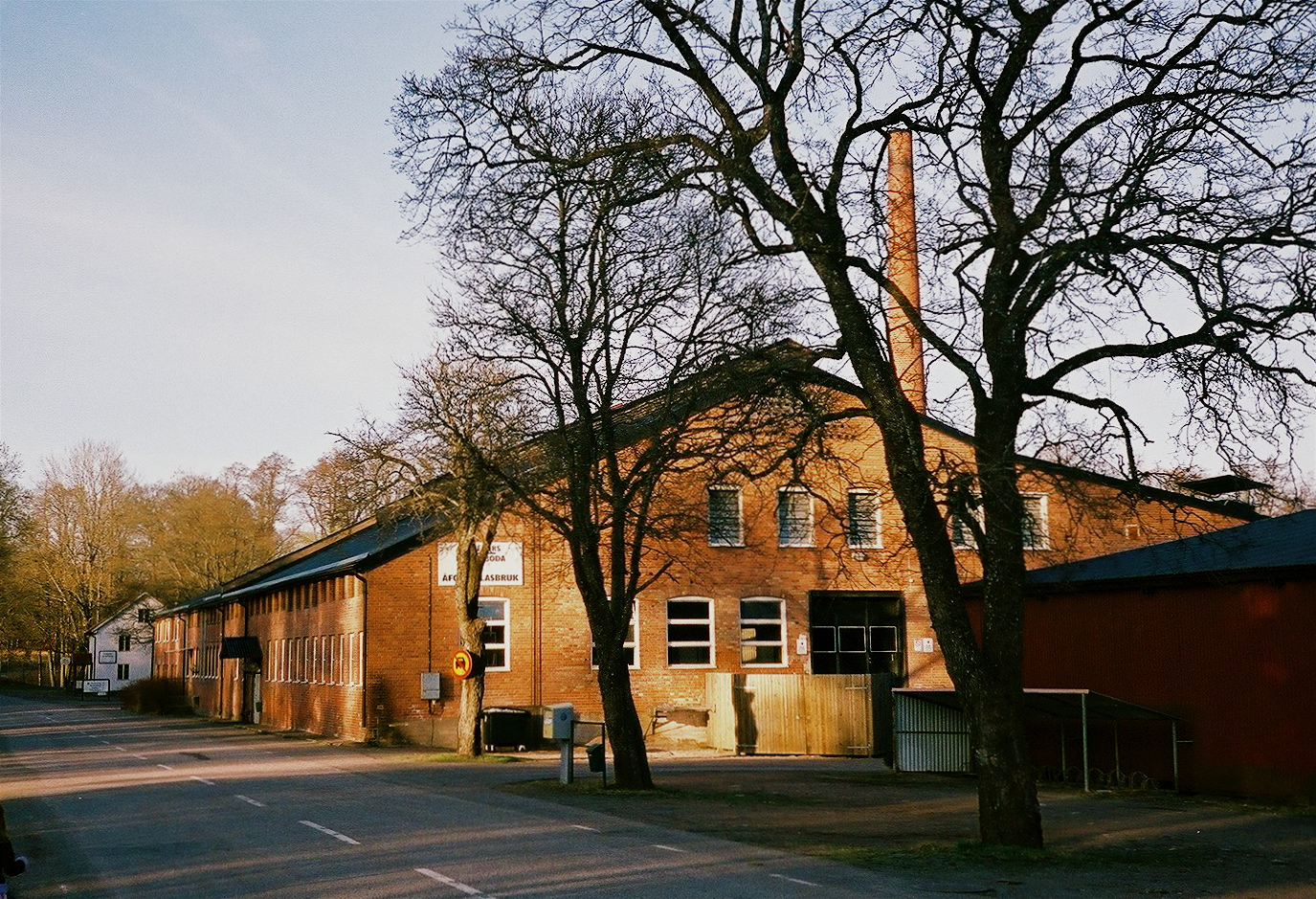
Åfors glasbruk, april 2009.

Åfors glasbruk anlades 1876 i Åfors i  Algutsboda socken, nuvarande Emmaboda kommun, Kalmar län  av Carl-Albert Fagerlund. Bland senare ägare märks Ernst Johansson (1866-1937) som köpte bruket 1916, och dennes son Eric, (1896-1983) vilken antog familjenamnet Åfors efter bruket och orten, och som var VD 1916–54. Han ägde vid sin död även största delen även av de fristående Kosta glasbruk, Boda glasbruk och Emmaboda glasverk samt en mindre del också av Johansfors glasbruk.
År 1978 köptes Åfors glasbruk av Upsala-Ekeby AB och 1990 av Orrefors Kosta Boda-koncernen. År 1978 fanns här omkring 150 anställda. I februari 2012 varslade koncernen om nedläggning av bruket som en följd av problemen i världsekonomin, och sommaren 2013 lades all verksamhet ned.

## Formgivare
Glasformgivaren Bertil Vallien arbetade på Åfors glasbruk från 1963, och från 1971 även hans hustru Ulrica Hydman-Vallien.

## Frimärke
År 1989 utgav Postverket ett frimärke med motivet glasblåsning och påskriften "Åfors". Frimärket var designat av Kurt Netzler, och valören 2,30 kronor.